# Seventh United States Army
La 7ª Armata degli Stati Uniti (in inglese Seventh United States Army) fu la prima armata dello United States Army a partecipare alla seconda guerra mondiale, prendendo parte allo sbarco in Sicilia (operazione Husky) e nella prima fase della campagna d'Italia sotto il comando del tenente generale George Smith Patton.
Dopo la conclusione vittoriosa dell'invasione della Sicilia l'armata rimase inattiva fino all'agosto 1944 quando, sotto il comando del generale Alexander Patch, prese parte all'operazione Dragoon, l'invasione della Francia meridionale, e quindi alla campagna finale fino all'occupazione della Germania nel 1945.
Durante la guerra fredda, la 7ª Armata venne riattivata in Europa nel 1950 e prese la direzione di tutte le forze combattenti dell'Esercito degli Stati Uniti schierate nella Repubblica Federale Tedesca. Le unità della 7ª Armata furono per tutto il lungo periodo del contrasto contro l'Unione Sovietica e il Patto di Varsavia, l'elemento meglio equipaggiato e più potente dello schieramento organizzato dalla NATO per difendere il territorio tedesco-occidentale da un'ipotetica invasione. Organizzata in due corpi d'armata completamente meccanizzati, la 7ª Armata sbarrava il varco di Fulda e il corridoio di Hof; inoltre in caso di guerra altre formazioni pesanti provenienti dagli Stati Uniti sarebbero state aggregate di rinforzo secondo il programma Reforger.

## Storia

### Campagna d'Italia
La 7ª Armata venne costituita nella primavera 1943, sotto il comando del generale George Patton, per prendere parte insieme all'8ª armata britannica, guidata dal generale Bernard Law Montgomery, all'operazione Husky, l'invasione Alleata della Sicilia.

### Francia meridionale
Nell'agosto del 1944 la 7ª Armata partecipò, al comando del generale Alexander Patch, all'operazione Dragoon, avanzando nella Francia meridionale fino a riunirsi con le forze Alleate provenienti da nord a seguito della battaglia di Normandia

### Ardenne e Renania
Nell'inverno del 1944 la 7ª Armata si trovò inizialmente in difficoltà a causa della controffensiva sferrata dai tedeschi in Alsazia e Lorena, l'operazione Nordwind, ma, dopo alcuni difficili combattimenti, riuscì a respingere gli attacchi del nemico. Prese poi parte alla campagna della Renania nel marzo 1945 (operazione Undertone), e quindi all'avanzata finale nella Germania meridionale.

### La guerra fredda
La 7ª Armata fu sciolta nel marzo 1946, mentre si trovava ancora in Germania e venne riattivate per un breve periodo ad Atlanta in Georgia e riassegnata nell'esercito con quartier generale a Vaihingen, sempre in Germania, nel novembre 1950.
Durante quasi tutta la guerra fredda la 7ª Armata costituì la struttura di comando delle forze dell'Esercito statunitense schierate in Germania Occidentale per contrastare, insieme agli altri contingenti degli alleati della NATO, un eventuale attacco degli eserciti del Patto di Varsavia. L'Esercito degli Stati Uniti in Europa disponeva di un ingente numero di mezzi corazzati; le unità operative già schierate erano equipaggiate con oltre 3.000 carri armati, ma il numero dei mezzi blindati disponibili era più alto: negli anni '80 erano presenti in totale in Europa circa 5.400 carri armati americani moderni, compresi i mezzi in deposito già pronti in vista del programma di rinforzi Reforger.
Dal 1952 al 1962 la 7ª Armata ospitò il Seventh Army Symphony Orchestra (fondato dal compositore Sameul Adler). L'orchestra ha contribuito a sostenere la diplomazia culturale in tutta Europa dopo la seconda guerra mondiale.